# 로드 켈러
로드니 프레더릭 레오폴드 켈러(영어:  Rodney Frederick Leopold Keller) 또는 로드 켈러(영어: Rod Keller)는 제2차 세계 대전 때 캐나다 육군에 복무했던 군인이었다. 그는 노르망디 상륙작전 당시 주노 해변에서 제3캐나다사단을 이끌었으며, 이후 오버로드 작전에서 캐나다군을 지휘한 것으로 유명하다. 

## 생애
로드 켈러는 제1차 세계 대전 말기에 온타리오주 킹스턴에 있는 캐나다 왕립군사학교에 입학했다. 졸업 이후 그는 패트리샤 공주 캐나다 경보병연대에 들어갔으며, 그 시기의 많은 다른 유망한 캐나다 장교들처럼, 그는 잉글랜드에 있는 캠벌리 참모학교에 입학했다.
제2차 세계 대전 당시 캐나다가 참전했을 때, 로드 켈러는 여단 소령으로 해외에 파견되었다. 켈러는 1941년 패트리샤 공주 캐나다 경보병연대의 사령관이 되었고, 몇 달 후 제1캐나다보병여단을 지휘하는 장교로 승진했다. 1942년 9월 8일부터 1944년 8월 8일까지 켈러는 제3캐나다보병사단을 지휘하였다. 켈러 소장은 그의 태도와 솔직한 말을 높이 평가한 그의 부대원들에게 인기가 있었지만, 음주 문제와 D-Day 전 보안 조치 위반으로 인해 그는 상관과 직원 모두의 지지를 잃었다. 제3사단의 참모 장교 어니스트 코테는 켈러를 "전통적인 전술가"라고 부르며, "그는 "전투복을 입은 몸매가 꽤 잘 어울리는 거칠면서도 화려한 장교였다. 우리는 항상 그를 위해 만일의 경우를 대비해서 예비 유니폼을 잘라주고, 다림질을 하고 갈 준비를 했다. 그는 사단을 돌봤고 그 명성에 대한 어떠한 경시에도 민감했다. 그는 매우 자랑스러운 사람이었고 사단의 훈련에서 최고였다"고 말했다.
노르망디 상륙 첫 달 동안, 그는 "조마조마하고 매우 긴장했다"고 언급되었다. 제3사단 참모장교 코테는 켈러의 D-Day에서의 고질적인 우유부단함에 불만을 느꼈고, 이후 인터뷰에서 지휘의 책임이 그에게 너무 큰 것 같다고 말했다. 영국 제1군단과 영국 제2군에서 켈러의 직속 상관들은 그가 사단을 지휘하기에 부적합하다고 생각했다. 그러나 제2캐나다군단의 노르망디 상륙과 동시에 제2캐나다군단을 지휘할 예정이었던 가이 시먼즈 중장은 켈러에 대한 결정을 미루고, 심지어 켈러 자신이 그 부담을 인정하여 사임한 것까지도 거부했다. 캉 전투 동안, 켈러는 윈저 작전을 서투르게 처리하여 사단 작전을 처리하기 위해 증원된 여단을 파견하고 그의 여단장 중 한 명에게 계획을 위임했다. 켈러는 8월달부터 매우 위축되었고, 사단들 사이에 "켈러가 고함쟁이"라는 소문이 퍼지기 시작했다.
위아래에서 계속되는 불평에도 불구하고, 시먼즈와 켈러의 또 다른 추종자인 해리 크레러 장군은 켈러를 구제하는 것을 거부했다. 8월 8일 켈러가 아군의 포화에 의해 부상을 입었을 때 운명이 개입했다. 토털라이즈 작전 중 미군 폭격기가 실수로 그의 사단 본부를 융단폭격했다. 켈러는 더 이상 군사 지휘를 받지 못했다. 그는 10년 후인 1954년 노르망디를 방문하던 중 사망했다.